# Билн, Соэн
Соэн Билн (англ. Sohen Biln; 17 июня 1939, Westlock — 27 марта 2012, Каслгар, Британская Колумбия) — канадский гребной рулевой, выступавший за сборную Канады по академической гребле в конце 1950-х годов. Серебряный призёр летних Олимпийских игр в Риме, чемпион Игр Содружества, обладатель серебряной медали Панамериканских игр.

## Биография
Соэн Билн родился 17 июня 1939 года в городе Уэстлок провинции Альберта, Канада. Имеет южноазиатские корни.
Занимался академической греблей во время учёбы в Университете Британской Колумбии в Ванкувере, состоял в местной гребной команде «Тандербёрдс», в качестве рулевого неоднократно принимал участие в различных студенческих регатах. В команде получил прозвище Томми.
Первого серьёзного успеха в гребле на международном уровне добился в сезоне 1958 года, когда вошёл в основной состав канадской национальной сборной и выступил на Играх Британской империи и Содружества наций в Кардиффе, где стал серебряным призёром в зачёте распашных рулевых четвёрок и одержал победу в восьмёрках.
В 1959 году побывал на Панамериканских играх в Чикаго, откуда привёз награду серебряного достоинства, выигранную в восьмёрках.
Благодаря череде удачных выступлений удостоился права защищать честь страны на летних Олимпийских играх 1960 года в Риме. В программе восьмёрок в решающем финальном заезде пришёл к финишу вторым, уступив около двух секунд команде из Австралии — тем самым завоевал серебряную олимпийскую медаль. Вскоре по окончании этих соревнований принял решение завершить спортивную карьеру.
Впоследствии в течение многих лет работал фармацевтом.
За выдающиеся спортивные достижения введён в Зал славы спорта Британской Колумбии (1977) и Зал славы спорта Университета Британской Колумбии (2012).
Умер 27 марта 2012 года в Каслгаре в возрасте 72 лет.